# Massimo Scali
Massimo Scali (* 11. Dezember 1979 in Monterotondo, Latium) ist ein italienischer Eiskunstläufer, der im Eistanz startet.

## Laufbahn
Scali begann im Alter von zehn Jahren mit dem Eiskunstlaufen. Seine erste Eistanzpartnerin war Flavia Ottaviani. Mit ihr gewann er fünf Junioren-Grand-Prix-Wettbewerbe und im Jahr 2000 die italienische Juniorenmeisterschaft. Im gleichen Jahr erreichten Scali und Ottaviani bei ihrer dritten Teilnahme an Juniorenweltmeisterschaften mit Platz vier ihr bestes Ergebnis.
Nachdem Ottaviani ihre Karriere beendet hatte, wurde Federica Faiella Scalis neue Eistanzpartnerin. Obwohl sie erst eine kurze Zeit zusammen trainiert hatten, konnten sich Faiella und Scali für die Olympischen Spiele 2002 in Salt Lake City qualifizieren. Dort belegten sie den 18. Platz. Im Jahr 2002 debütierten sie ebenfalls bei Europa- und Weltmeisterschaften, wo sie den 12. bzw. 16. Platz erreichten.
In das Jahr 2003 gingen Faiella und Scali erstmals als italienische Meister und erreichten mit dem achten Platz bei der Europameisterschaft erstmals eine Platzierung unter den besten Zehn bei Europameisterschaften. Ein Jahr später gelang ihnen dies auch bei den Weltmeisterschaften, wo sie Neunte wurden. Bei ihren zweiten Olympischen Spielen reichte es für sie in Turin nach einem Sturz im Originaltanz nur zum 13. Platz. Nach der olympischen Saison wechselten Faiella und Scali ihren Trainer und gingen nach Detroit, um mit Pasquale Camerlengo und Anschelika Krylowa zu arbeiten.
In der Saison 2008/2009 gewannen die Italiener die NHK Trophy und somit ihren ersten und einzigen Grand-Prix-Wettbewerb. Bei der Europameisterschaft 2009 errangen sie mit Silber hinter den Russen Jana Chochlowa und Sergei Nowizki ihre erste Medaille bei Europameisterschaften. Diesen Erfolg wiederholten sie bei der Europameisterschaft im darauffolgenden Jahr, diesmal hinter den Russen Oxana Domnina und Maxim Schabalin. Dabei entschieden sie sowohl den Originaltanz wie auch die Kür für sich.
Bei ihren dritten Olympischen Spielen wurden Faiella und Scali in Vancouver Fünfte. Danach erkrankte Federica Faiella und das Paar konnte erst vier Tage vor der Weltmeisterschaft auf das Eis zurückkehren. Dennoch gelang ihnen vor heimischem Publikum in Turin mit dem Erreichen von Bronze der Gewinn ihrer ersten und einzigen Medaille bei Weltmeisterschaften.
Nach der Weltmeisterschaft entschieden Faiella/Scali noch für ein Jahr weiterzumachen, mussten aber beim Cup of Russia aufgrund einer Rückenverletzung Scalis aufgeben. Bei der Europameisterschaft kehrten sie wieder zurück und wurden Fünfte. Am 15. März 2011 gab Scali das Karriereende des Eistanzpaares bekannt. Am 9. Mai erklärten Faiella und Scali ihren Rücktritt vom Rücktritt. Sie begründeten dies mit der beim Zuschauen der Weltmeisterschaft in Moskau gewonnenen Erkenntnis, immer noch konkurrenzfähig zu sein. Eine ernsthafte Verletzung Failellas verhinderte jedoch die Teilnahme an Wettbewerben in der kommenden Saison und veranlasste sie, Anfang 2012 nun doch ihren endgültigen Rücktritt zu erklären.
Scali zog kurz nach seinem Rücktritt vom Wettbewerb nach Detroit. Dort arbeitete er als Trainer mit Pasquale Camerlengo und Anschelika Krylowa unter anderem für die Eistanzpaare Madison Hubbell/Zachary Donohue, Kaitlin Hawayek/Jean-Luc Baker und Kaitlyn Weaver/Andrew Poje. Danach schloss er sich der Trainingsschule von Marina Zueva an. Er betreute als Trainer die Eistanzpaare Kana Muramoto/Chris Reed sowie Maia und Alex Shibutani.
Ab 2018 konzentrierte sich Scali auf seine Arbeit als Choreograf, blieb aber auch weiterhin Trainer. Seit 2020 arbeitet er in Kalifornien mit Jeremy Abbott zusammen. Gemeinsam trainierten sie von 2020 bis 2022 gemeinsam die US-amerikanische Einzelläuferin Alysa Liu. In der olympischen Saison 2021/22 ergänzte er das Training von Nathan Chen.
Als Choreograf erstellte Scali unter anderem Programme für Kaori Sakamoto, Wakaba Higuchi, Alysa Liu, Karen Chen, Ekaterina Kurakova, Keiji Tanaka, Matteo Rizzo, im Eistanz für Cathy Reed/Chris Reed, Kana Muramoto/Chris Reed, Kaitlin Hawayek/Jean-Luc Baker, Anna Cappellini/Luca Lanotte, Allison Reed/Saulius Ambrulevičius, Juulia Turkkila/Matthias Versluis und Kavita Lorenz/Joti Polizoakis, im Paarlauf für Valentina Marchei/Ondřej Hotárek.

## Ergebnisse

### Eistanz
(mit Federica Faiella)
| Meisterschaft / Jahr           | 2002  | 2003  | 2004  | 2005  | 2006  | 2007  | 2008  | 2009  | 2010  | 2011  |
| ------------------------------ | ----- | ----- | ----- | ----- | ----- | ----- | ----- | ----- | ----- | ----- |
| Olympische Winterspiele        | 18.   |       |       |       | 13.   |       |       |       | 5.    |       |
| Weltmeisterschaften            | 16.   | 11.   | 9.    | 9.    | 8.    | 9.    | 5.    | 8.    | 3.    |       |
| Europameisterschaften          | 12.   | 8.    | 6.    | 5.    | 7.    | 6.    | 4.    | 2.    | 2.    | 5.    |
| Italienische Meisterschaften   | 2.    | 1.    | 1.    | 1.    | 2.    | 1.    | 1.    | 1.    | 1.    | Z     |
| –                              |       |       |       |       |       |       |       |       |       |       |
| Grand-Prix-Wettbewerb / Saison | 01/02 | 02/03 | 03/04 | 04/05 | 05/06 | 06/07 | 07/08 | 08/09 | 09/10 | 10/11 |
| Grand-Prix-Finale              |       |       |       |       |       |       |       | 4.    |       |       |
| Skate America                  |       |       | 4.    |       |       |       | 3.    |       |       |       |
| Skate Canada                   | 7.    | 5.    |       |       |       | 3.    |       |       |       |       |
| Cup of Russia                  |       | 5.    | 5.    | 3.    |       |       |       |       |       | Z     |
| NHK Trophy                     |       |       |       |       |       |       |       | 1.    |       |       |
| Trophée Eric Bompard           |       |       |       | 5.    | 3.    | 3.    |       | 2.    |       |       |
| Cup of China                   |       |       |       |       | 6.    |       | 3.    |       | 3.    | 3.    |
| Bofrost Cup                    |       |       | 3.    |       |       |       |       |       |       |       |

- Z = Zurückgezogen